# William H. Stahl
William Harris Stahl (New York 20 december 1908 – Oceanside (New York), 20 april 1969) was een Amerikaans wetenschapshistoricus en hoogleraar in De klassieken aan het Brooklyn College in New York, bekend van zijn vertaling van "Macrobius' Commentary on the Dream of Scipio" en van zijn boek Roman Science uit 1962. 

## Loopbaan
Stahl studeerde aan de Universiteit van New York en promoveerde daar in 1934 aan de Graduate School of Arts and Science op het proefschrift "The moon in early medicine". Nadien was hij professor en hoofd van de afdeling Klassieken en vergelijkbare literatuur aan de Brooklyn College in New York.   
In 1969 legde Stahl de laatste hand aan zijn boek "Quadrivium of Martianus Capella" toen hij kwam te overlijden. Dit werk is postuum uitgegeven verzorgd door E.L. Burge. In 1991 heeft hij tevens de uitgave van het manuscript "Martianus Capella and the Seven Liberal Arts: The Marriage of Philology and Mercury" afgerond.
Stahl overleed in 1969 op 60-jarige leeftijd in een ziekenhuis op Long Island aan een hartaanval.

## Publicaties
- 1934. The moon in early medicine: a study of medico-lunar beliefs, based upon the statements of the medical writers from Hippocrates to Paulus Aeginita, and continued through the present day survivals of these beliefs. New York University.
- 1952. Macrobius, Commentary on the dream of Scipio. Vertaling.
- 1953. Ptolemy's Geography: A select bibliography. New York Public Library
- 1959. Dominant traditions in early medieval Latin science.
- 1962. Roman Science: Origins, Development, and Influence to the Later Middle Ages. University of Wisconsin Press.
- 1971. Quadrivium of Martianus Capella : Latin traditions in the mathematical sciences, 50 B.C.-A.D. 1250. Met  E.L. Burge.
- 1991. Martianus Capella and the Seven Liberal Arts: The Marriage of Philology and Mercury. Met E.L. Burge

Over Stahl:
- (en)  Carl B. Boyer (1969). "Eloge: William Harris Stahl, 1908-1969". In: Isis, Vol. 60, No. 4 (Winter, 1969), pag. 528-534.